# 제3인류
《제3인류》(프랑스어 원제: Troisième Humanité)는 베르나르 베르베르의 소설이다. 17m의 거인의 시신을 발견하며 인류의 미래에 대해 찾아가게 되는 이야기이다.